# Broken Highway
Broken Highway è un film del 1993 diretto da Laurie McInnes.
Fu presentato in concorso al Festival di Cannes 1993.